# Гао-цзун (династия Тан)
Гао-цзун (кит. упр. 高宗, пиньинь Gāozōng), личное имя — Ли Чжи (кит. 李治, 21 июля 628 — 27 декабря 683 г.) — император китайской империи Тан с 650 по 683 годы. Правил под несколькими девизами. Будучи слабым правителем, в 660 году был фактически отстранён от власти своей женой — императрицей У Цзэтянь.

## Правление
Правление Гао-цзуна ознаменовалось острой борьбой за власть двух феодальных группировок — гуаньчжун-лунсиской и шаньдунской. Опираясь на последнюю, жена Гао-цзуна У Цзэтянь совершила дворцовый переворот, захватила власть и единолично управляла страной в 684-705 гг. В правление Гао-цзуна получила дальнейшее развитие система замещения государственных должностей в результате экзаменов, сохранялась надельная система земплепользования — так называемая система «равных полей».
В 651 году приехал посланник из Даши (Арабского халифата) от Хань-мимомони (豃密莫末膩), то есть Усмана ибн Аффана.
В 661 году принял посольство персидских князей, сообщивших о постоянном расширении Арабского халифата, приказал начать учреждение танских территориальных администраций в центральноазиатских княжествах. Зачастую танские власти производили разграничение и учреждали правительство в землях, о которых имели самое смутное представление. Борьба китайцев и арабов за власть над Средней Азией привела к Таласской битве 751 года.
Китайский император Гао-цзун однажды спросил у отшельника, жившего в горах, здоров ли он, на что получил ответ: «Я безнадёжно болен родниками и скалами, туманами и дымкой».

## Культура и искусство
Ещё в начале своего правления повелел написать историю своей династии. Также при поддержке императора был издан ряд сборников китайской литературы. Буддистские монахи, на просьбу Гао-цзуна, передали свои священные тексты с санскрита.

## Наложницы и дети
- Супруга Лю:
  - принц Ли Чжун (643—665).
- Супруга Сяо (633—655):
  - принц Ли Суджи (646—690/692);
  - принцесса Цзиньчэн;
  - принцесса Гаоань.
- Императрица Ван (630—655), императрица-консорт (651—655):
  - Детей не было.
- У Цзэтянь (624—705), императрица Китая (690—705), императрица-консорт (655—683), вдовствующая императрица (683—690):
  - принц Ли Хун (652—675);
  - принцесса Сы (родилась и умерла в 654);
  - принц Ли Сянь (655—684);
  - император Чжун-цзун (656—710);
  - император Жуй-цзун (662—716);
  - принцесса Тайпин (665—713).
- Неизвестная: 
  - принц Ли Шанцзинь.